# Турецький Степан Петрович
Турецький Степан Петрович (12 липня 1951, с. Самолусківці Гусятинського району Тернопільської області) — український інженер-будівельник, господарник, громадський діяч, меценат. Заслужений будівельник України (1997). Премія Держбуду України за високоякісне виконання та дострокове введення об'єктів соціально-культурних і житлових комплексів, а також спорудження житла в смт Гусятин для переселенців зі смт Народичі Житомирської області, які постраждали внаслідок катастрофи на ЧАЕС. Депутат Гусятинської районної ради (2002, 2006).

## Життєпис
Закінчив Кам'янець-Подільський будівельний технікум (1975, Хмельницька область), Львівський політехнічний інститут (1987, нині національний університет «Львівська політехніка»).
Працював у буд. і постач. організаціях; 1997—1999 — заступник голови Гусятинської РДА. Від 1999 — голова ВАТ «Гусятинська ПМК», 2000 — директор агропідприємства ТзОВ «Самолози» в родинному селі.
У 1999—2004 очолював районну організацію партії «Соціально-демократичний союз». Від квітня 2006 — голова Гусятинської районної ради. Депутат Тернопільської обласної ради (від 2009). Голова Гусятинської РДА (від 2009). Фінансово сприяв культурно-мистецьким заходам і акціям, зокрема облаштуванню території і будівництву каплиці над джерелом поблизу Самолусківців.